# マリー・ウンテル
マリー・ウンテル（Marie Under 1883年3月27日 – 1980年9月25日)は、エストニアの詩人。

## 生涯
マリー・ウンテルはレーヴェリ (現在エストニアのタリン)で生まれ育つ。両親はともに学校教師である。幼少期から読書に親しみ、13歳で詩作を始めた。タリンにあった私立のドイツ人女学校に通い、ヨハン・ヴォルフガング・フォン・ゲーテやフリードリヒ・フォン・シラーといったドイツ文学を耽読してドイツ語で詩作した。学校卒業後、保育師として働き、それから書店員を経て新聞社に勤務した。このころに多くの芸術家や詩人と出会った。エストニア人の会計士と結婚してモスクワ郊外のクチノに移り、二人の子供に恵まれた。その後エストニア人の画家アンツ・ライクマーと恋仲になる。当時、ウンテルはドイツ語で詩作していたが、ライクマーにエストニア語で書くように説き勧められ、以後エストニア語を中心に用いて詩作した。1904年に新聞『ポスティーム』紙にウンテルのエストニア語詩が掲載された。ウンテルはタリンに戻り、1913年にアルトゥル・アドソンと出会う。アドソンはウンテルの文芸の良き助言者になった。アドソンの協力で1917年に最初の詩集『ソネット』を刊行して高く評価された。ウンテルは自宅で文学サロンを開き、多くの文化人を集める。同年に結成された表現主義の文学グループ「シウル」の創設に関わり、そしてまた1922年にエストニア作家同盟の旗揚げに参画した。1924年にアルトゥル・アドソンと再婚した。ドイツ表現主義詩がもつ生き生きとした表現はウンテルに大きな影響を与え1927年に表現主義的な詩集『影の声』を発表した。それから1928年に自然を謳った抒情詩集『美しい日の歓び』、1935年に人生の光と影を描いた詩集『こころの石』を発表し、いずれもウンテルの代表作とされ、エストニア文壇界で名を残した。1937年にウンテルは国際ペンクラブ会員に選出された。
第二次世界大戦が勃発後、ウンテルはドイツ占領下の1942年に詩集『不安げな口』を刊行した。その後、ソ連軍がエストニアを占領し、ウンテルは1944年にスウェーデンへと亡命してしばらく難民キャンプに滞在した。戦後、スウェーデンの首都ストックホルム南西部の郊外に移った。ウンテルの作品はソ連で発禁されたが、1954年に亡命して初の詩集になる『灰まみれの火花』、次いで1963年に望郷を謳った詩集『辺塞』を刊行した。1980年にストックホルムで死去し、同地郊外の墓地スコーグスシュルコゴーデンに埋葬される。1981年に遺作となる『心の歌』が刊行された。
現在では亡命先のスウェーデンにあった膨大な書簡や日記などはエストニアに移されて保存されている。またウンテルの遺骸はスウェーデンからエストニアの首都タリンのラフマエ墓地に移された。

## 作品
- Sonetid (1917)
- Eelõitseng (1918)
- Sinine puri (1918)
- Verivalla (1920)
- Pärisosa (1923)
- Hääl varjust (1927)
- Rõõm ühest ilusast päevast (1928)
- Õnnevarjutus (1929)
- Lageda taeva all (1930)
- Kivi südamelt (1935)
- Mureliku suuga (1942)
- Sädemed tuhas (1954)
- Ääremail (1963)
- Mu süda laulab (1981)